# Pegaso (ENASA)
 (octobre 2021).
Si vous disposez d'ouvrages ou d'articles de référence ou si vous connaissez des sites web de qualité traitant du thème abordé ici, merci de compléter l'article en donnant les références utiles à sa vérifiabilité et en les liant à la section « Notes et références ».
Pour les articles homonymes, voir Pegaso.

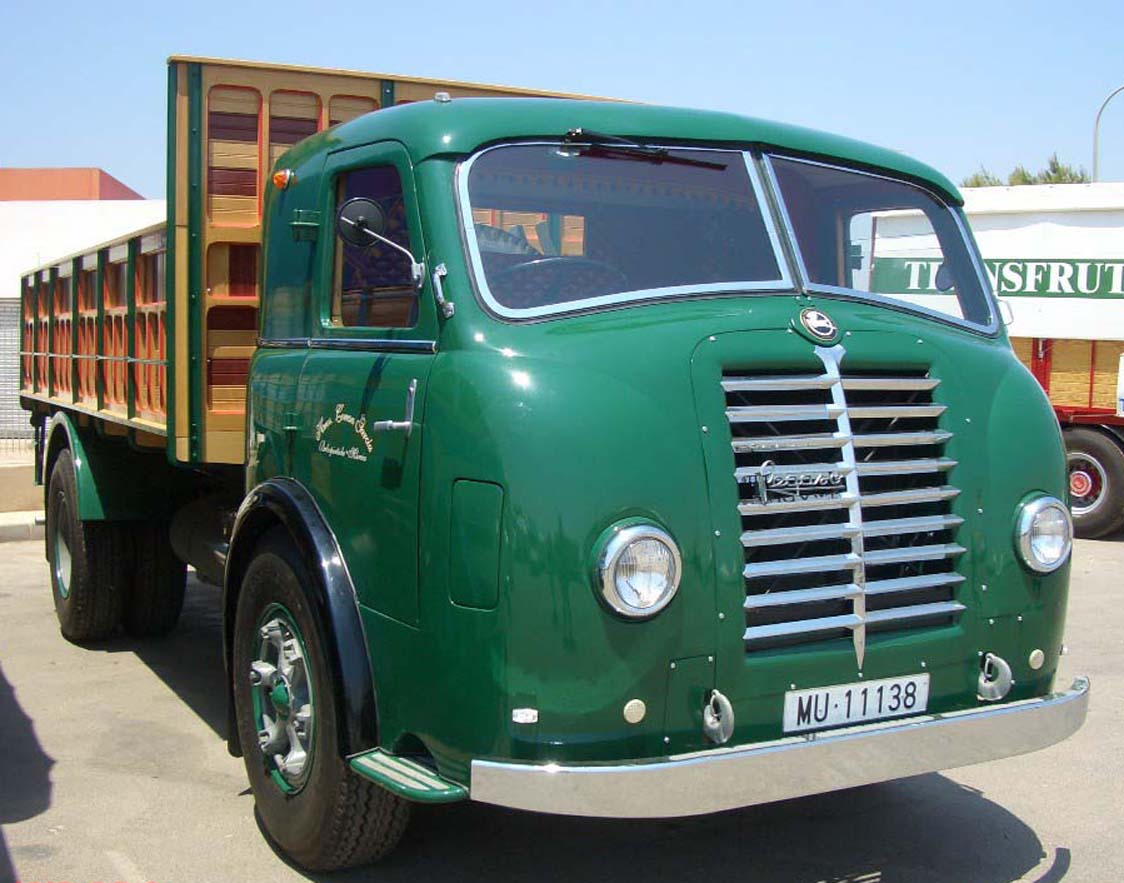
Pegaso II de 1951

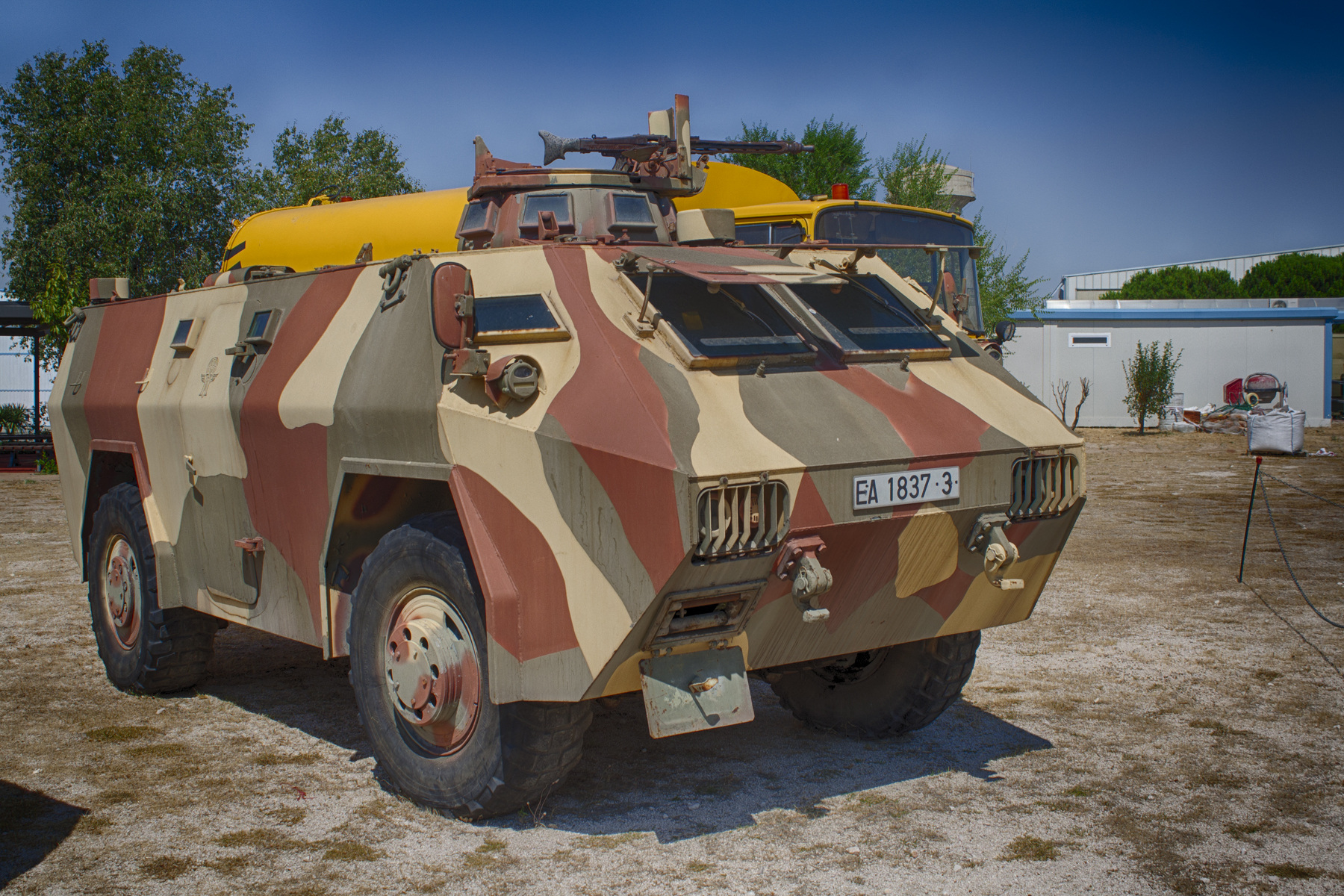
Pegaso BLR 3545

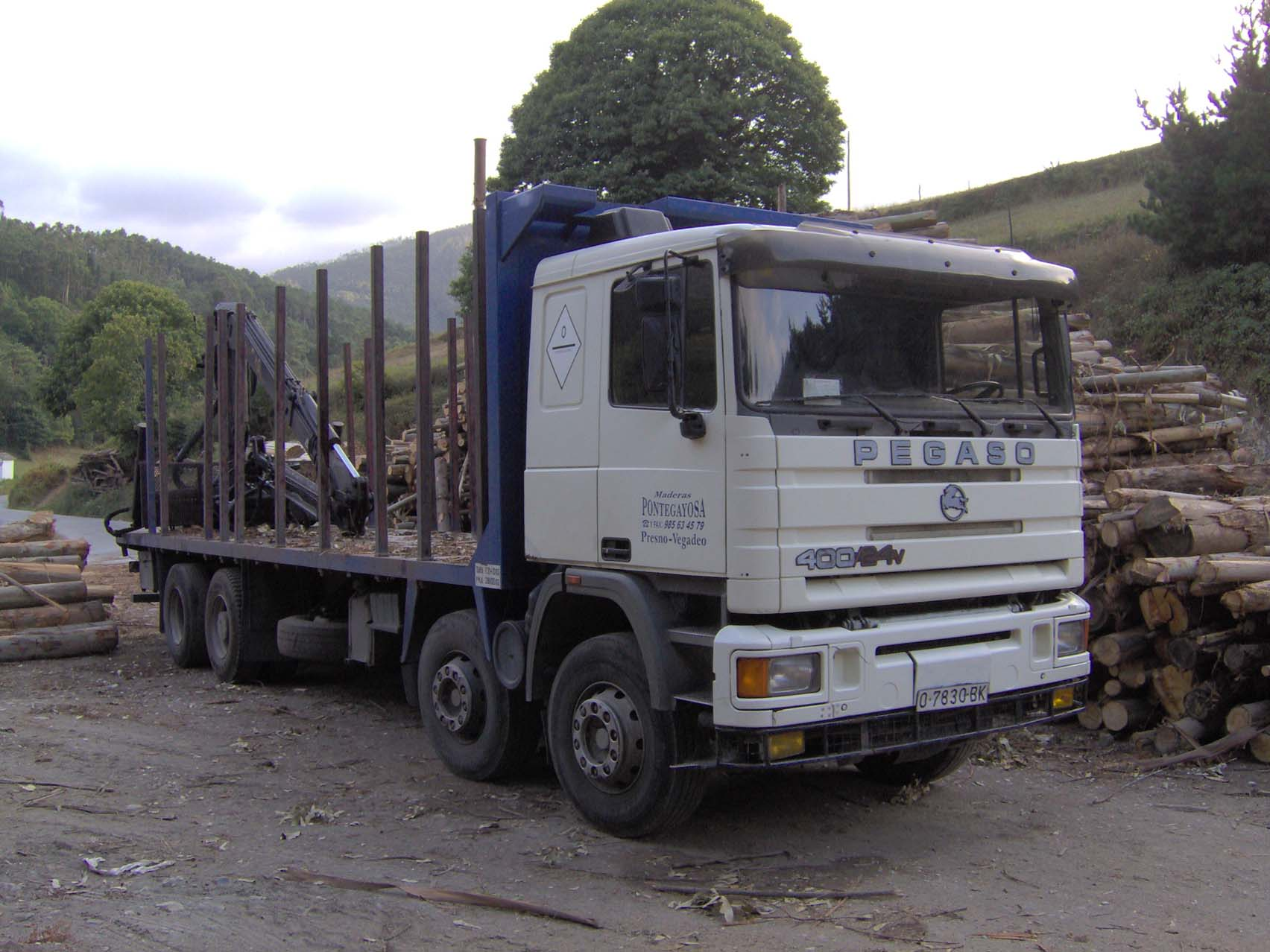
Pegaso Troner (1987)

Pegaso est la marque commerciale du groupe industriel espagnol ENASA, intégré depuis 1990 dans le groupe FIAT-IVECO. Pegaso était également réputé, au lendemain de la Seconde Guerre mondiale, comme constructeur de voitures, digne héritier d'Hispano-Suiza.

## Histoire de ENASA - PEGASO

### Contexte
Après la guerre civile espagnole, la situation du parc espagnol de camions était chaotique, la plupart dataient d'avant 1936. Les modèles les plus puissants et modernes avaient été réquisitionnés par l'armée qui, à la fin de la guerre, ne les avaient pas restitués car détruits ou dans un état déplorable. Le parc national de véhicules de transport encore roulant se composait d’anciens modèles des années 1920 et 1930, des camions provenant essentiellement d’aides étrangères dont les italiens Fiat, OM, SPA ou Lancia, et le russe 3HC.
Après plusieurs tentatives pour créer une industrie nationale dans ce secteur, la seule entreprise capable d'affronter la difficile situation économique et l'isolement extérieur était le petit constructeur privé indépendant Hispano-Suiza, si l'on l'excepte les rares timides tentatives, en cette période d'autarcie, qui a vu apparaître des modèles de camions à moteur électrique. Hispano a fabriqué, au cours des années 1940, les modèles 66G et 66D, avec des moteurs essence et diesel.
À la suite de l'accord signé entre l'INI (Institut national de l'industrie), tout nouvellement créé en 1941, et Hispano, la Société Nationale de Camions S.A. "ENASA" a été créée le 24 octobre 1946. La nouvelle société a récupéré les ateliers Hispano de Sagrera à Barcelone.
C'est ainsi qu'est né le premier camion sous la marque Pegaso, le Z-203, aussi appelé Pegaso I, successeur direct de l'Hispano-Suiza 66G. Ce camion était équipé d'un moteur essence 6 cylindres de 5 litres de cylindrée.

### Société ENASA - Pegaso
ENASA - Empresa Nacional de Autocamiones S.A. était une société espagnole d'État, spécialisée dans la fabrication de véhicules industriels, principalement des camions mais qui, durant les années 1950 a également produit les fameuses automobiles sportives Pegaso z-102.
ENASA fut créée par l'INI - Instituto Nacional de Industria le 24 octobre 1946, à l'initiative de Wifredo Ricart, qui en fut chargé par Juan Antonio Suanzes Fernández, Président de l'INI.
Avec la création de ENASA, l'Espagne jetait les bases d'une industrie automobile nationale dans une période de grand isolement économique et politique. Les besoins de l'époque étaient primaires : camions et tracteurs agricoles. Ainsi, sur les restes de Hispano-Suiza naquit ENASA, dont l'objectif principal était la fabrication de véhicules de transport pour les personnes et les marchandises. La marque de voitures Seat sera fondée en 1953 avec l'aide de Fiat, succédant à son ancienne filiale Fiat Hispania.
- 1946 - le premier camion d'une longue série, le Pegaso I apparaît, un modèle basé sur le Hispano-Suiza 66G qui, en raison de la forme de sa cabine, fut surnommé "mofletes" (joues), à cause de la forme très arrondie de sa cabine qui ressemblait à des joues,
- 1947 - présentation du Pegaso II Z-203, qui est une simple évolution du Pegaso I, dérivé du HS-66,
- 1949 - présentation du Pegaso Z.701, premier tracteur routier du constructeur espagnol, directement dérivé du Pegaso II diesel,
- 1951 - le Pegaso II reçoit une motorisation diesel. Présentation de la voiture Pegaso Z-102.
- 1953 - présentation d'un prototype de camion militaire, le Pegaso M-3,
- 1954 - la fabrication des camions est transférée dans l'usine de Barajas près de Madrid. Début de la fabrication du Pegaso Z.207 Barajas,
- 1955 - présentation d'un prototype du Pegaso Z.210 avec trois essieux dont deux à l'avant, selon le concept italien,
- 1961 - début de la production des autobus et autocars Pegaso Viberti Monotral, sous licence du constructeur italien Viberti, suivra une large gamme de véhicules du même type pendant des décennies. Le premier sera l'autobus 6030-N, équipé d'un plancher horizontal, et qui obtiendra un grand succès commercial,
- 1962 - présentation du prototype TT3010, version militaire du camion Pegaso Z-213 équipé du moteur Barajas à essence,
- 1963 - présentation du premier camion 4x4.
- 1964 - naissance de la série "Comet". La fabrication en série des camions à 3 et 4 essieux, comme en Italie, débute,
- 1966 - la gamme s'étend vers le bas, début de la fabrication des fourgons. ENASA prend le contrôle du constructeur espagnol SAVA (Sociedad Anonima Vehiculos Automoviles) et l'absorbe en 1968,
- 1969 - lancement des camions militaires 4x4 Pegaso 3045 et 6x6 3050.
- 1975 - la gamme lourde est équipée des premières cabines basculantes,
- 1977 - à la demande des autorités militaires, fabrication de véhicules blindés Pegaso BMR-600,
- 1981 - contrat avec l'Egypte pour livrer 10.5000 camions militaires 4x4 Pegaso 3046. Présentation de la version 6x6 3055,
- 1983 - le Pegaso T-1 est introduit sur le marché. International Harvester cède le constructeur britannique Seddon Atkinson à ENASA-Pegaso pour une £ivre symbolique. Pegaso se rapproche de "DAF" pour concevoir une nouvelle cabine,
- 1987 - présentation du Troner, fruit d'une collaboration avec DAF et Seddon Atkinson,
- 1989 - lancement de la privatisation d'ENASA-Pegaso,
- 1990 - à la suite du véto opposé par la Commission européenne au rachat par le groupement Daimler-Benz - MAN pour des raisons de concurrence, et le refus de l'Office ouest-allemand des cartels, notifié en mai 1990, de laisser ces constructeurs allemands concurrents racheter ENASA, les deux constructeurs ont abandonné leur projet[2]. INI a lancé un second appel d'offres international et vend 60% de l'ensemble ENASA-Pegaso à IVECO pour 1.200 millions de pesetas le 23 septembre 1990[3]. La fabrication des modèles FIAT-IVECO débute immédiatement dans les usines espagnoles. La fabrication des modèles Iveco EuroTech et EuroStar débute dans l'usine de Barajas en 1992,
- les camions militaires Pegaso 3046/3055 sont remplacés par les 7217 / 7323
- 1994 - 12 Juillet, le dernier camion Pegaso Troner quitte les chaînes de montage de l'usine de Barajas (Madrid). Le dernier moteur Pegaso est fabriqué en 1995. La gamme de camions militaires Iveco Defence Vehicles a continué à être commercialisée en Espagne sous la marque Pegaso pendant quelques années avant de reprendre le badge IVECO.

Depuis 1990, ENASA fait partie du groupe italien IVECO, filiale poids lourds du groupe FIAT. La marque Pegaso a disparu en 1994 après son intégration complète dans IVECO.

## Production et ventes

### Production
Selon les chiffres de l'ANFAC (équivalent du CCFA français) la production d'ENASA-Pegaso de 1946 à 1965 a été :
| Années                      | 1946 | 1947  | 1948   | 1949   | 1950   | 1951   | 1952   | 1953   | 1954  | 1955  |
| --------------------------- | ---- | ----- | ------ | ------ | ------ | ------ | ------ | ------ | ----- | ----- |
| Camions & autobus           | 38   | 119   | 164    | 169    | 179    | 376    | 450    | 583    | 601   | 606   |
| Années                      | 1956 | 1957  | 1958   | 1959   | 1960   | 1961   | 1962   | 1963   | 1964  | 1965  |
| Camions & autobus           | 702  | 1.196 | 2.268  | 2.810  | 2.156  | 3.572  | 5.802  | 5.703  | 5.610 | 7.288 |
| Années                      | 1966 | 1967  | 1968   | 1969   | 1970   | 1971   | 1972   | 1973   | 1974  | 1975  |
| Camions & autobus           | NC   | 9.548 | 10.009 | 11.025 | 11.279 | 16.343 | 18.098 | 22.411 | NC    | NC    |
| TOTAL 1946 à 1973 = 139.754 |      |       |        |        |        |        |        |        |       |       |

### Tableau détaillé des ventes par type de véhicule 1967-1973[4]
|                    | 1967  | 1968  | 1969  | 1970  | 1971   | 1972   | 1973   |
| ------------------ | ----- | ----- | ----- | ----- | ------ | ------ | ------ |
| Camions en Espagne | 7.133 | 7.900 | 8.855 | 9.070 | 12.759 | 15.091 | 18.160 |
| Autobus en Espagne | 1.576 | 1.781 | 1.569 | 1.454 | 2.022  | 2.037  | 2.139  |
| Camions exportés   | 517   | 217   | 516   | 477   | 1.120  | 643    | 2.066  |
| Autobus exportés   | 322   | 111   | 85    | 278   | 442    | 327    | 815    |
| Sources            |       |       |       |       |        |        |        |

## Modèles produits

### Automobiles
- Pegaso Z-102
- Pegaso Z-103

### Camions
- Pegaso I "Mofletes" (1947)
- Pegaso II "Mofletes" (1947-58)
- Pegaso Z.601 (1952 - prototypes électriques)
- Pegaso Z.701 (1949-55)
- Pegaso Z.203 (1953-59)
- Pegaso M-3 (1953)
- Pegaso Z.207 Barajas (1955-59)
- Pegaso Z.702 "Barajas" (1955-59)
- Pegaso Z.210 (1955-61) prototype de camion 6x2/2
- Pegaso Z-206 Cabezón (1955-64)
- Pegaso Z-211/Z-212 (1959) prototypes de camions 6x2/2 & 8x2
- Pegaso Série Comet (1961-  )
- Pegaso T-1 Bocanegra (1983-85)
- Pegaso Tecno (1985-88)
- Pegaso Troner (1988-93)
- Pegaso Trakker (1989-93)

### Autobus
- Pegaso 6021
- Pegaso-SAVA 5720
- Pegaso 5317
- Pegaso 6035
- Pegaso 6038
- Pegaso 6050
- Pegaso 6420

### Trolleybus
- Pegaso Z-501

### Autocars
- Pegaso Z-403 Monocasco (1951-57)
- Pegaso 6035 Viberti Monotral
- Pegaso Siccar 5075

### Véhicules militaires
- Pegaso M-3
- Pegaso 3560 BMR600
- Pegaso VEC M1
- Pegaso 3045
- Pegaso 3046
- Pegaso 7217
- Iveco-Pegaso 7217/6
- Iveco 7226